# تشارلي فرازر
تشارلي فرازر هو نقابي وسياسي أسترالي، ولد في 2 يناير 1880 في Yarrawonga ‏ في أستراليا، وتوفي في 25 نوفمبر 1913 في ملبورن في أستراليا بسبب ذات الرئة. نشط حزبياً في حزب العمال الأسترالي. وقد انتخب عضو مجلس النواب الأسترالي ‏ عن دائرة Division of Kalgoorlie ‏ (16 ديسمبر 1903 – 25 نوفمبر 1913).